# Dormeza
Dormeza, leżajka (fr. dormeuse – kanapka, leżanka) – kryty powóz, rodzaj karety, służący do odbywania dalszych podróży i przystosowany do spania w czasie jazdy. Używany w XIX-wiecznej Francji.